# Château de La Carelle
Ne doit pas être confondu avec le château de Lacarelle, situé à Saint-Étienne-des-Oullières.
Le château de La Carelle  est un château situé au creux d'un vallon, sur la commune d'Ouroux, dans le nord du département du Rhône. Il doit son nom au ruisseau de La Carelle, affluent de la Grosne orientale.

## Description
La construction comprend un rez-de-chaussée, un étage et un étage de combles.
- Le logis principal, de forme carrée, est flanqué de pavillons aux quatre coins.
- Une tour ronde se dresse au milieu des dépendances, qui s’étirent vers le sud-ouest.

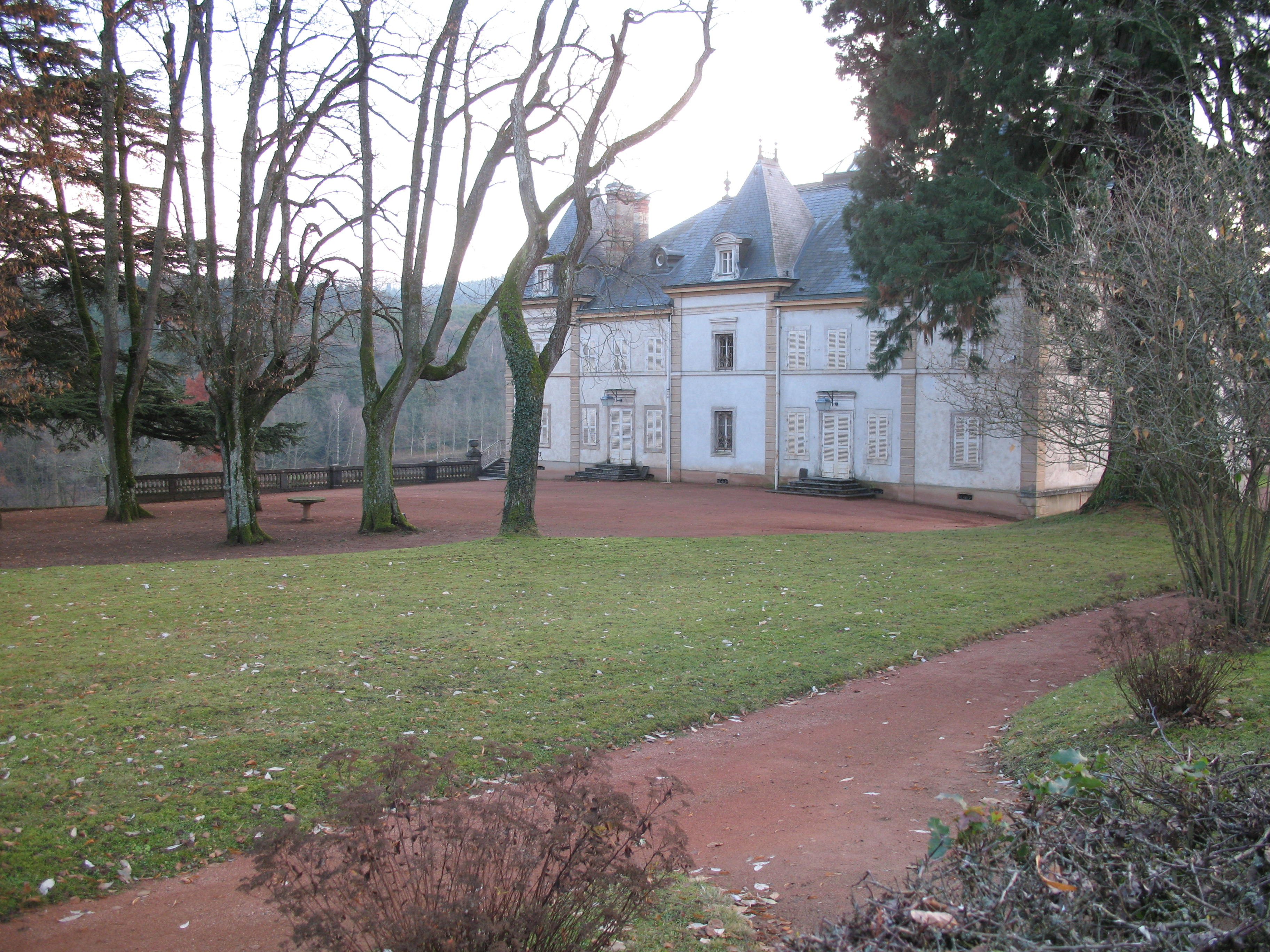
Façade nord-est
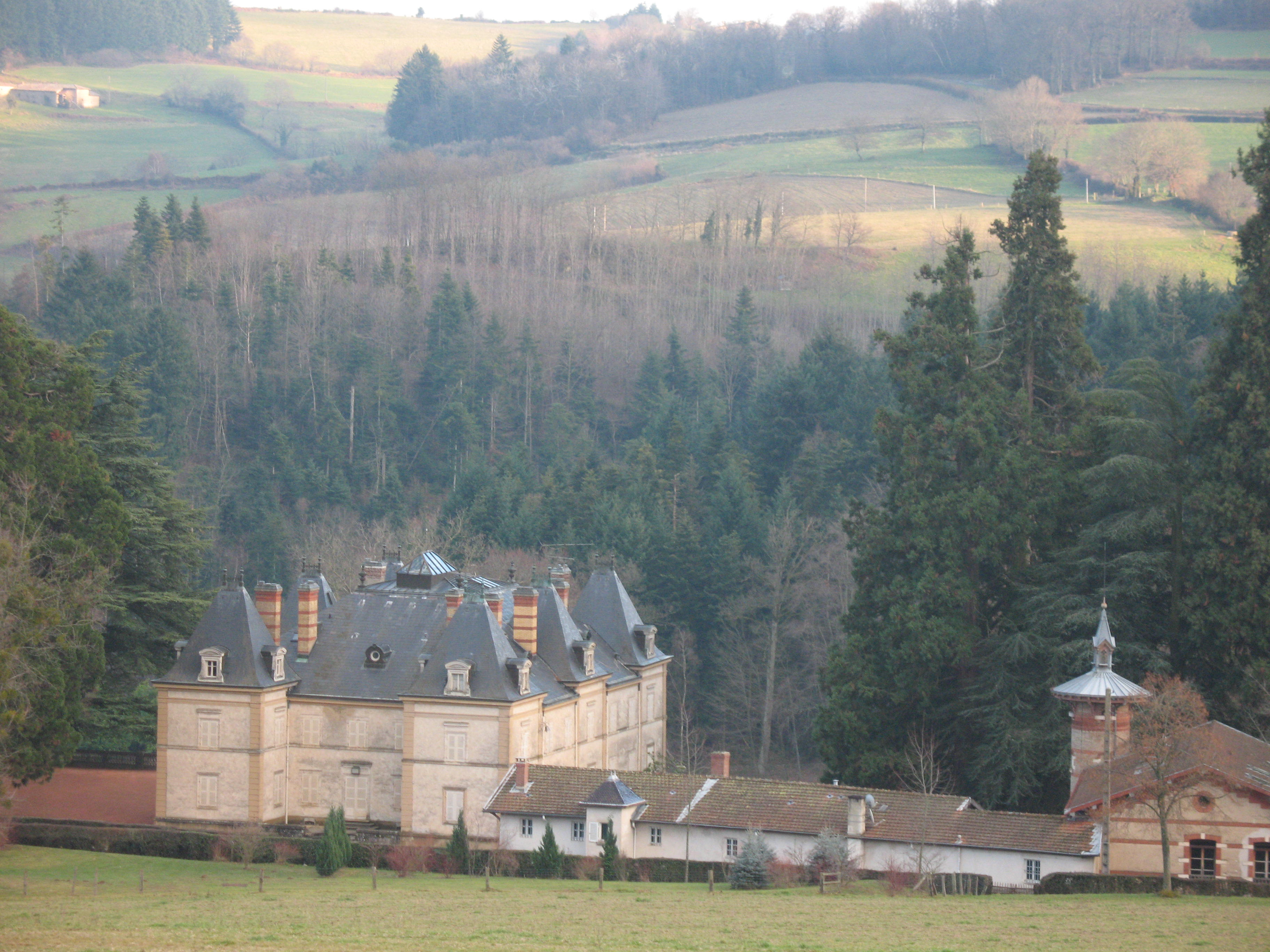
Le Château et ses dépendances
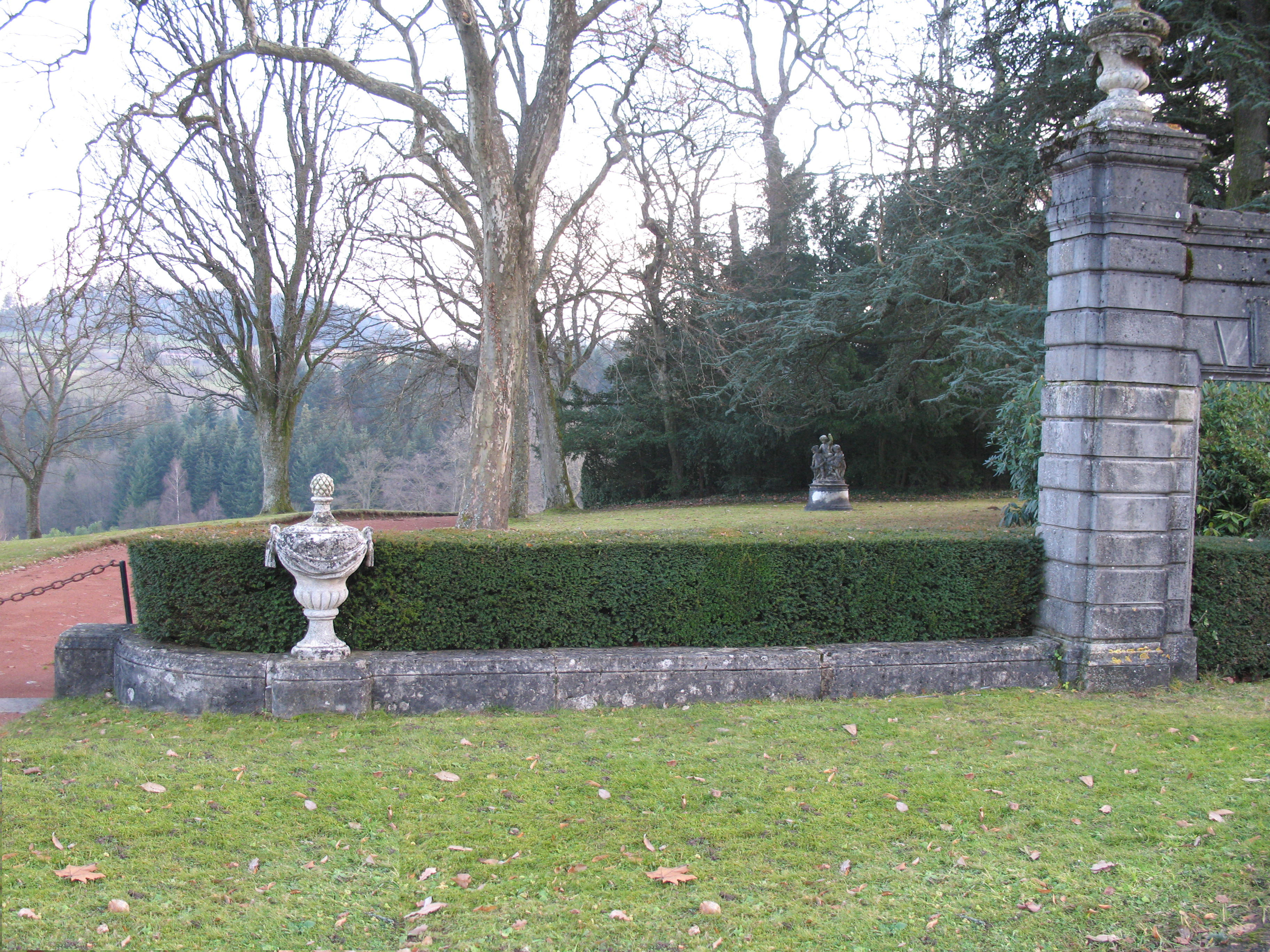
Parc du château

## Historique
On retrace ci-dessous la chronologie des principaux événements et personnages qui ont marqué l’histoire du château.
Maison de Beaujeu
- Moyen Âge: le château sert de pavillon de chasse.

Famille Nagu
- XVe siècle: Cette famille reçoit le fief en récompense des services rendus aux sires de Beaujeu.

Famille Du Bost
- XVIe siècle: Les Nagu vendent le château aux Du Bost.

Église d'Ouroux
- Les Du Bost cèdent la plupart de leurs droits sur La Carelle à l'Église.

Famille Carrige
- XVIIe siècle: Cette famille de marchands de Beaujeu acquiert le fief.

Famille Magnin
- 1610: Jean-Marie Magnin, seigneur de Vertpré, épouse Marie Carrige, dame de La Carelle.
- 1639: Un incendie dévaste le château.
- 1717: Jean Magnin, seigneur de Pierreux, écuyer, épouse Marie Marguerite de la Roche Poncié.

Famille de La Roche
- 1719: À la suite d'une procédure judiciaire, la propriété échoit à Joseph de la Roche, seigneur de Nully, écuyer et frère de Marie Marguerite de la Roche Poncié; il épousera l'année suivante Benoîte Bertucat.
- 1753: Claude Antoine (1723 - 1792), second fils des précédents et héritier de La Carelle, officier, épouse Antoinette Targe. Il fera ajouter La Carelle à son nom de famille.
- 1790: Antoinette Françoise, fille et héritière des précédents, épouse son cousin, Jean Marie de La Roche, officier, né en 1754.
- 1813: Antoine Louis Ferdinand (1791 - 1866), fils des précédents, épouse Jeanne Claudine Marie Thérèse Collabaud.
- 1816: De ce mariage naît un fils, Jean Joseph Sosthène.

Famille Bourgeot
- 1860: Charles Bourgeot (1825 - 1879), banquier à Villefranche, acquiert le bien. Il avait épousé en 1850 Étiennette Gerin.

Famille Riboud
- 1877: Antoine Riboud (1847 - 1923), banquier à Lyon, épouse Uranie Marie Antoinette Marguerite Bourgeot, fille des précédents et héritière de la Carelle.
- 1904: Léon Étienne Jules (1878 - 1946), fils des précédents, épouse Marie Adélaïde Augustine Hélène Frédérique Lucile Moncorgé. C'est son frère Camille Riboud, (qui épouse Mlle Frachon et a de nombreux enfants) qui hérite du château.

Son fils Jean Riboud, puis son petit-fils Christophe Riboud et ensuite ses arrière-petits-enfants (à la mort accidentelle de Christophe Riboud en août 1987) possèdent encore le château. La veuve de Christophe, Sophie (née Desserteaux), est remariée avec M. Jérôme Seydoux (Sources: Madame Mur Sylvie, fille de Georgette Riboud et petite-fille de Léon Étienne, Jules Riboud)

Armoiries des sires de Beaujeu

## Armoiries et devises
- Nagu: d’azur avec trois losanges rangés d’argent.
- De La Roche : écartelé aux 1 et 4 d’argent à 3 fasces de gueules ; aux 2 et 3 d’or ; au chevron d’azur, accompagné de 3 croisettes du même ; cimier: 1 soleil; 1re devise : SUBLIMI FERIAM SIDERA VERTICE; 2e devise : QUI S'Y HEURTE S'Y BRISE.